# Soke Kubota Takayuki
Pour les articles homonymes, voir Kubota (homonymie).
Dans ce nom japonais, le nom de famille, Kubota, précède le nom personnel.
Kubota Takayuki (窪田孝行, Kubota Takayuki) né le 20 septembre 1934 et mort le 14 août 2024, est un expert japonais en arts martiaux, grand maître de karaté. Il est fondateur du style Gosoku Ryu, et désigné par le titre Soke. Il est le fondateur de l‘International Karate Association. Il est également acteur sous le nom de Tak Kubota.

## Biographie

### Ouvrages
Soke Kubota a écrit plusieurs livres sur les arts martiaux.